# Dorfkirche Eickelberg

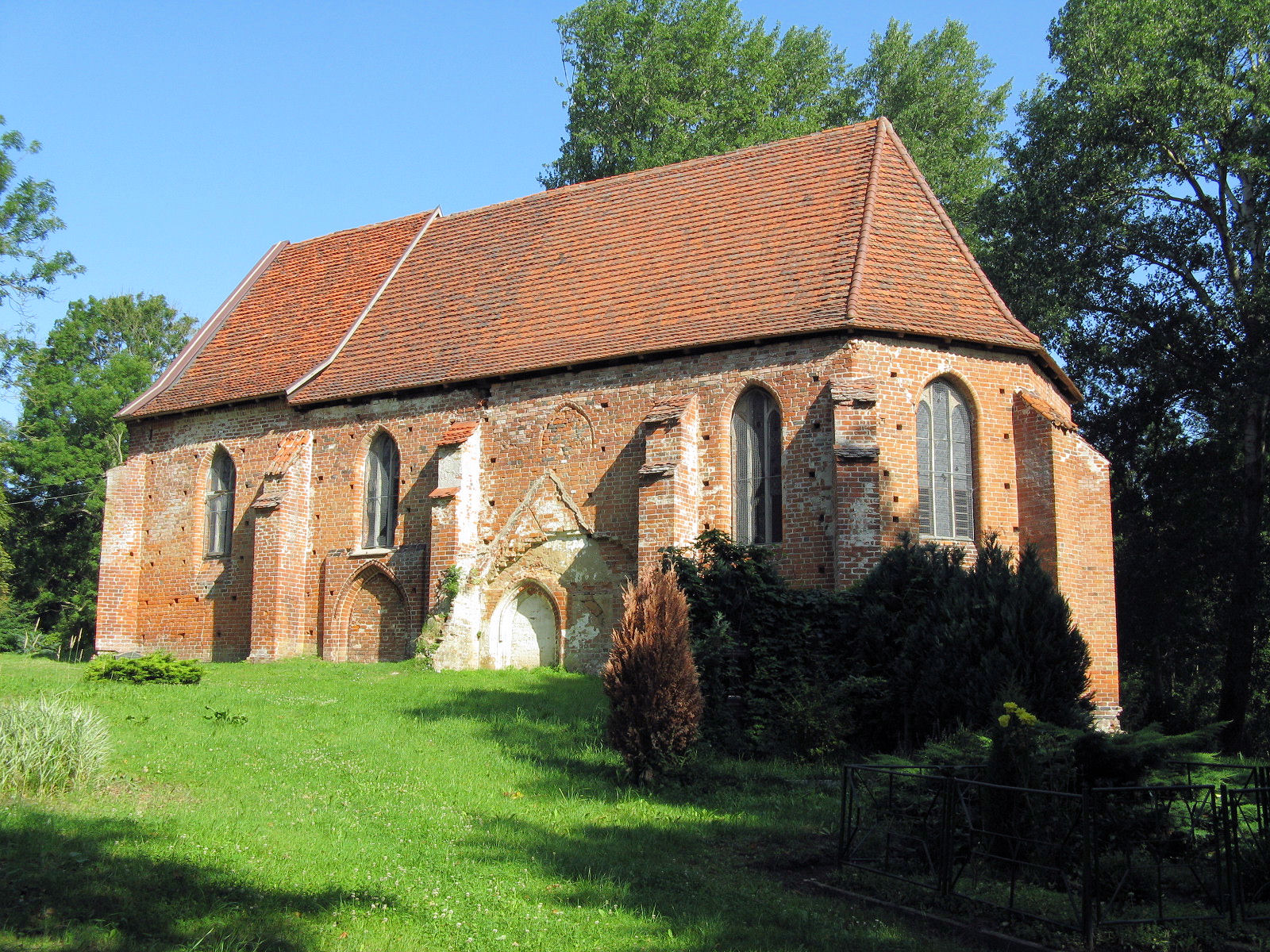
Dorfkirche Eickelberg, Ansicht von Südosten

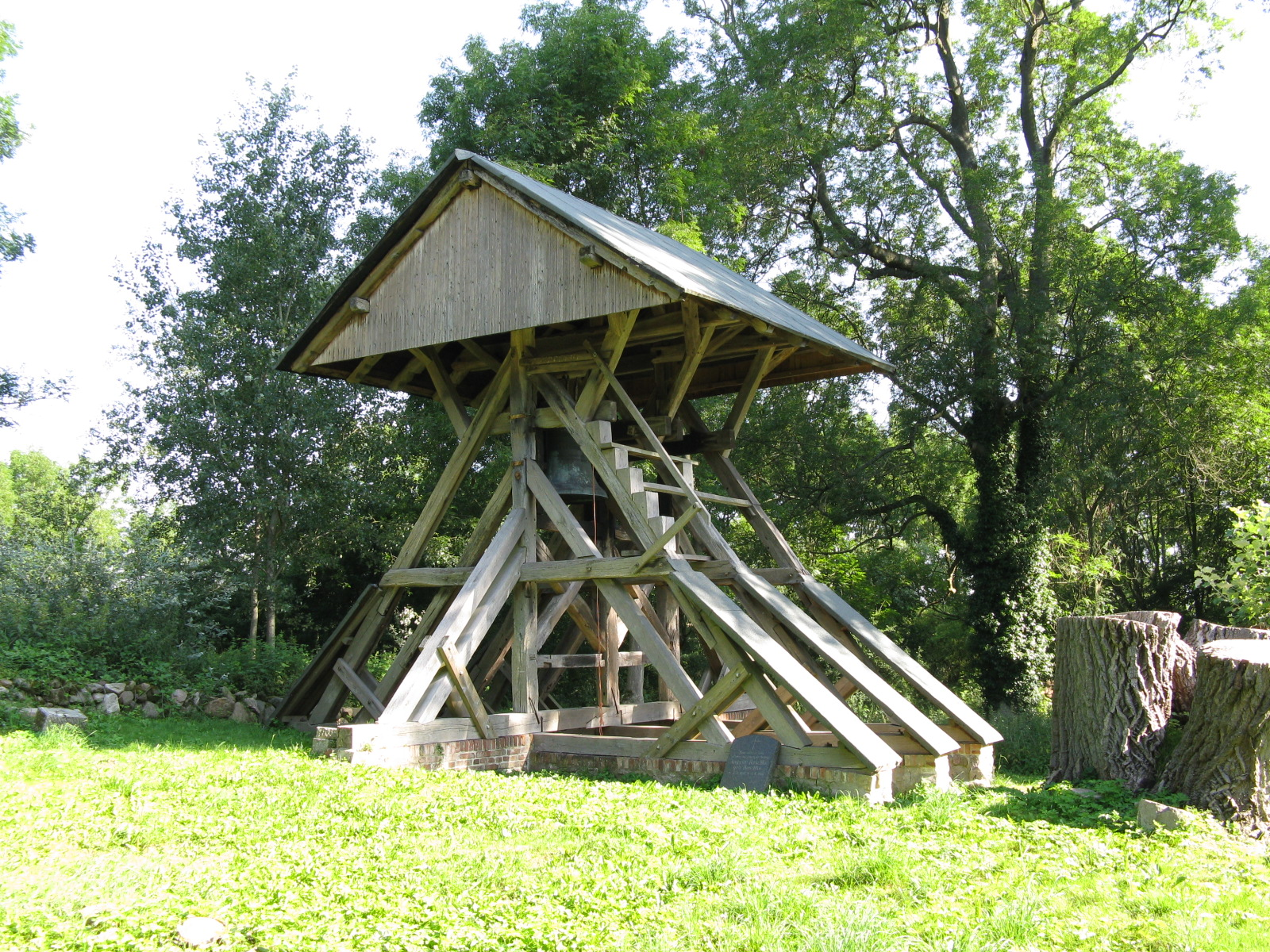
Freistehender Glockenstuhl

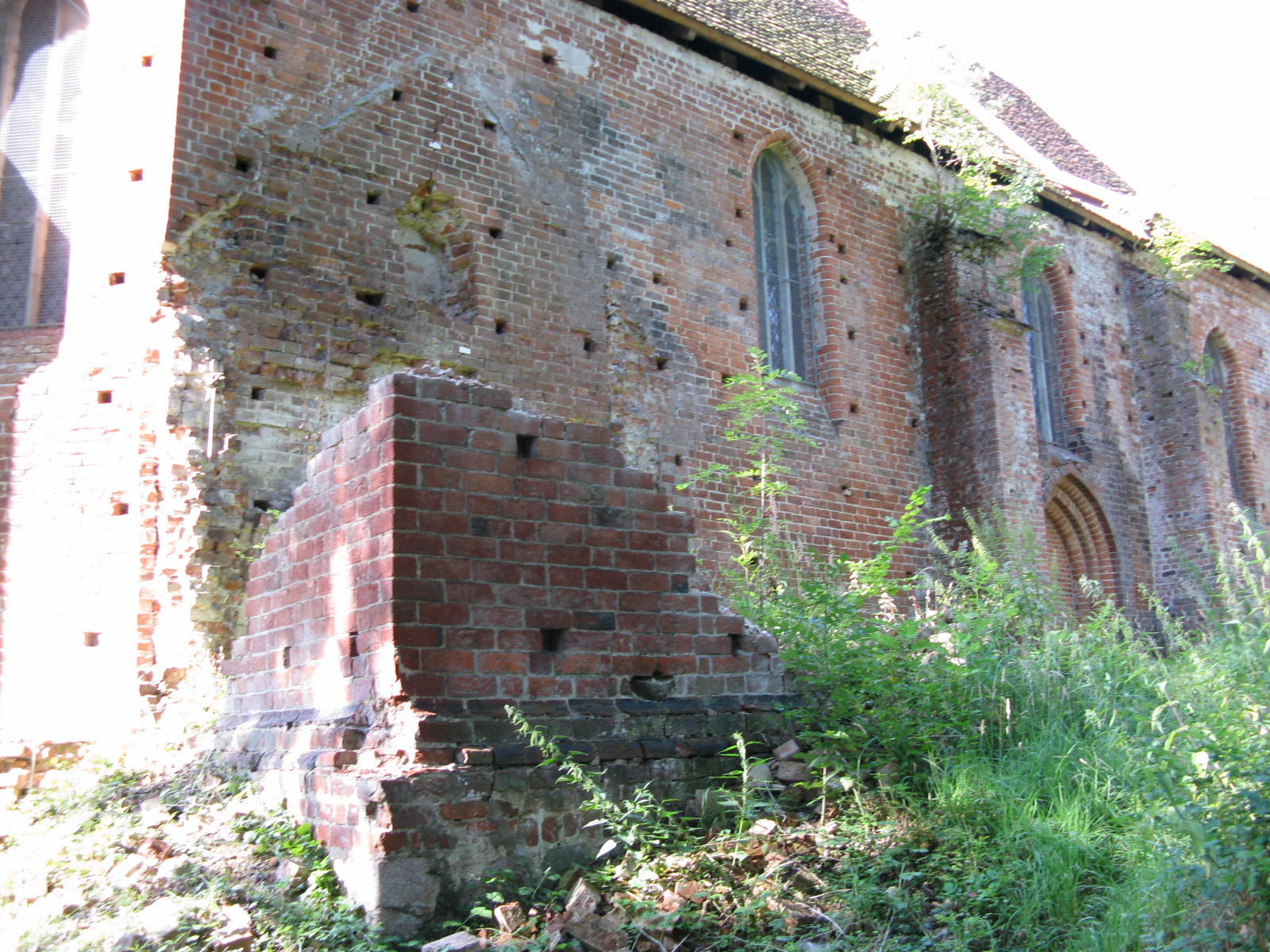
Reste der Sakristei an der Nordwand

Die Dorfkirche in Eickelberg, einem Ortsteil der Gemeinde Warnow im Landkreis Rostock in Mecklenburg-Vorpommern, ist ein gotischer Ziegelbau aus dem 14. Jahrhundert. Sie ist eine der Kirchen der Kirchgemeinde Baumgarten in der Propstei Rostock im Kirchenkreis Mecklenburg der Evangelisch-Lutherischen Kirche in Norddeutschland (Nordkirche).

## Baubeschreibung
Der aus dem beginnenden 14. Jahrhundert stammende, einschiffige, turmlose und der Backsteingotik zuzuordnende Sakralbau besitzt einen dreiseitigen Ostschluss und ist durch Strebepfeiler bewehrt. Der Innenraum ist mit einer flachen Holzdecke versehen. In der Nord- und Südfassade befinden sich spitzbogige, vermauerte Portale. An beiden Seiten ist die Existenz ehemaliger Sakristei-Anbauten zu erkennen. Das Portal an dem Anfang des 20. Jahrhunderts erneuerten Ostgiebel bildet den Eingang zur Kirche. Auch die Fenster sind spitzbogig ausgeführt. Die Kirchenglocke befindet sich in einem freistehenden Glockenstuhl auf dem Friedhof neben der Kirche.
2010 war die Kirche als sanierungsbedürftig eingestuft. Das Gebäude war bis ins Fundament mit Rissen durchzogen. Für 2010 waren Notsicherungsmaßnahmen vorgesehen. Das Mauerwerk wies Ausbrüche und Fehlstellen auf. Schäden existierten ebenfalls an Stützpfeilern, Fenstern und Fußböden. Der Innenraum konnte nur noch eingeschränkt genutzt werden.
In den Jahren danach erfolgte eine Grundsanierung und Restaurierung des Kirchenbaus, der am  30. September 2018 wieder eingeweiht wurde.

## Innenausstattung
Zu den wenigen erhaltenen Einrichtungsgegenständen der Kirche zählen eine spätromanische Granitfünte, zwei Grabplatten der Familie von Lützow im Renaissance-Stil, zwei K. v. Lützow gewidmete Epitaphe, eines mit Reliefdarstellungen (um 1590) und die Kanzel vom Ende des 16. Jahrhunderts, die Anfang des 20. Jahrhunderts überformt wurde.
Reste des Prospektes zeugen von der ehemals vorhandenen Orgel.

## Geschichte
Eine Parochie Eickelberg wurde 1287 erstmals urkundlich erwähnt.
Das Kirchengebäude besaß ursprünglich einen Turm, der vermutlich einstürzte und dessen Reste um 1780 abgetragen wurden. Anstelle dessen wurde am Westende des Daches ein kleiner Ausbau für zwei Glocken eingerichtet. Durch das Glockenläuten bedingte Erschütterungen führten zu Schäden am Mauerwerk, so dass 1902 ein freistehender Glockenstuhl errichtet und der Ostgiebel erneuert wurde.
2010 vereinigten sich die Kirchgemeinden Baumgarten, Qualitz und Zernin zur Kirchengemeinde Baumgarten mit Pfarrsitz in Baumgarten.